# Joaquin Gage
Joaquin Jesse Gage (* 19. Oktober 1973 in Vancouver, British Columbia) ist ein ehemaliger kanadischer Eishockeytorwart, der für die Edmonton Oilers in der National Hockey League sowie die Kassel Huskies in der deutschen Eishockey Liga spielte.

## Karriere
Er wurde von den Edmonton Oilers in der fünften Runde an 109. Stelle beim NHL Entry Draft 1992 gezogen. 1994/95 und 1996/97 spielte er dann auch in der NHL. Über mehrere Stationen kam er 2003 nach Deutschland zu den Kassel Huskies. Diese waren in der Saison 2004/2005 eigentlich der sportliche Absteiger. Jedoch wurde ihnen aufgrund der kritischen Hallensituation der Grizzly Adams Wolfsburg doch noch die Lizenz zum Verbleib in der Liga erteilt und Wolfsburg musste absteigen, so dass Gage in der Saison 2005/06 wieder für die Huskies in der DEL auflief. Nach dem Ende der Saison 2005/2006, in der die Kassel Huskies erneut abstiegen, endete der Vertrag von Gage.
Vom 24. Oktober 2006 bis zum Sommer 2007 spielte Gage in der zweiten Bundesliga bei den Moskitos Essen, zunächst ist er dort mit einem Try Out Vertrag verpflichtet worden.
Für die Saison 2007/2008 wurde Joaquin Gage vom HC Pustertal (Serie A/Italien) verpflichtet, was für ihn nicht absolutes Neuland war, da seine Frau Trainerin von Carolina Kostner (Eiskunstlaufstar aus Gröden, Südtirol) war.